# Dorjulopirata
Dorjulopirata dorjulanus es una especie de araña araneomorfa de la familia Lycosidae. Es el único miembro del género monotípico Dorjulopirata. Es originaria de Bhután.